# کوستادین کوستادینوف
کوستادین کوستادینوف (بلغاری: Костадин Стефанов Костадинов؛ زادهٔ ۲۵ ژوئن ۱۹۵۹) بازیکن فوتبال اهل بلغارستان بود.
از باشگاه‌هایی که در آن بازی کرده‌است می‌توان به باشگاه فوتبال بوتو پلوودیو و باشگاه ورزشی براگا اشاره کرد.
وی همچنین در تیم ملی فوتبال بلغارستان بازی کرده‌است.